# Miramar (Florida)
Miramar es una ciudad ubicada en el condado de Broward en el estado estadounidense de Florida. En el Censo de 2010 tenía una población de 122.041 habitantes y una densidad poblacional de 1.505,87 personas por km².

## Geografía
Miramar se encuentra ubicada en las coordenadas 25°58′37″N 80°20′9″O / 25.97694, -80.33583. Según la Oficina del Censo de los Estados Unidos, Miramar tiene una superficie total de 81.04 km², de la cual 76.46 km² corresponden a tierra firme y (5.66%) 4.58 km² es agua.

## Demografía
Según el censo de 2010, había 122.041 personas residiendo en Miramar. La densidad de población era de 1.505,87 hab./km². De los 122.041 habitantes, Miramar estaba compuesto por el 40.95% blancos, el 45.71% eran afroamericanos, el 0.24% eran amerindios, el 5.23% eran asiáticos, el 0.05% eran isleños del Pacífico, el 4.09% eran de otras razas y el 3.74% pertenecían a dos o más razas. Del total de la población el 36.9% eran hispanos o latinos de cualquier raza.

## Economía
Miramar tiene la sede de Spirit Airlines.

## Educación
Las Escuelas Públicas del Condado de Broward gestiona las escuelas públicas. La Biblioteca del Condado de Broward gestiona las bibliotecas públicas.